# Сандаки (Котельницький район)
Сандаки́ (рос. Сандаки) — присілок у складі Котельницького району Кіровської області, Росія. Входить до складу Покровського сільського поселення.
Населення становить 11 осіб (2010, 24 у 2002).
Національний склад станом на 2002 рік — росіяни 100 %.